# マテーラ・カルチョ
マテーラ・カルチョ（イタリア語: Matera Calcio S.r.l.）は、イタリアのマテーラをホームタウンとするサッカークラブ。2018-19シーズン途中までセリエCに所属していた。

## 歴史
1933年、USマテーラ（イタリア語: Unione Sportiva Matera）として創設された。1979年、セリエC1・ジローネBで1位になり、セリエBに初昇格した。しかし、1979-80シーズンは20チーム中最下位に終わり、1シーズンで降格した。
2011年、FCマテーラは財政問題により、プロリーグから除外され、レガ・プロ・セコンダ・ディヴィジオーネ（4部）から最下部リーグのテルツァ・カテゴリア（10部）に降格した。2011-12シーズンはMateranaのジローネDで3位だった。2012年、2011-12シーズンのセリエD・ジローネH（5部）に所属していたIrsinese societa（Irsinese Matera）のライセンスを取得し、ASDマテーラ・カルチョを創設した。
2012-13シーズンはジローネHで3位になり、プレーオフに進出したが、4回戦でカゼルターナに敗れた。2013-14シーズンはジローネHで1位になり、レガ・プロ（3部）に昇格した（2013-14シーズン終了後に4部のレガ・プロ・セコンダと3部のレガ・プロ・プリマが統合）。
2018-19シーズンは給与が支払われていなかったとして選手たちが12月からストライキに入り、没収試合を4回起こしたためにプロリーグから除外された。

## タイトル
- セリエC1：1回
  - 1978-79 (B)
- セリエD：3回
  - 1967-68 (G), 1975-76 (H), 2013-14 (H)

## 歴代所属選手
- ルイジ・デ・カーニオ 1975-1977, 1978-1979, 1981-1986
- フランチェスコ・マンチーニ 1985-1987

## 歴代監督
- フランコ・セルヴァッジ 1996